# سي المحجوب
سي المحجوب بلدية بدائرة سي المحجوب ولاية المدية الجزائرية.